# Targum

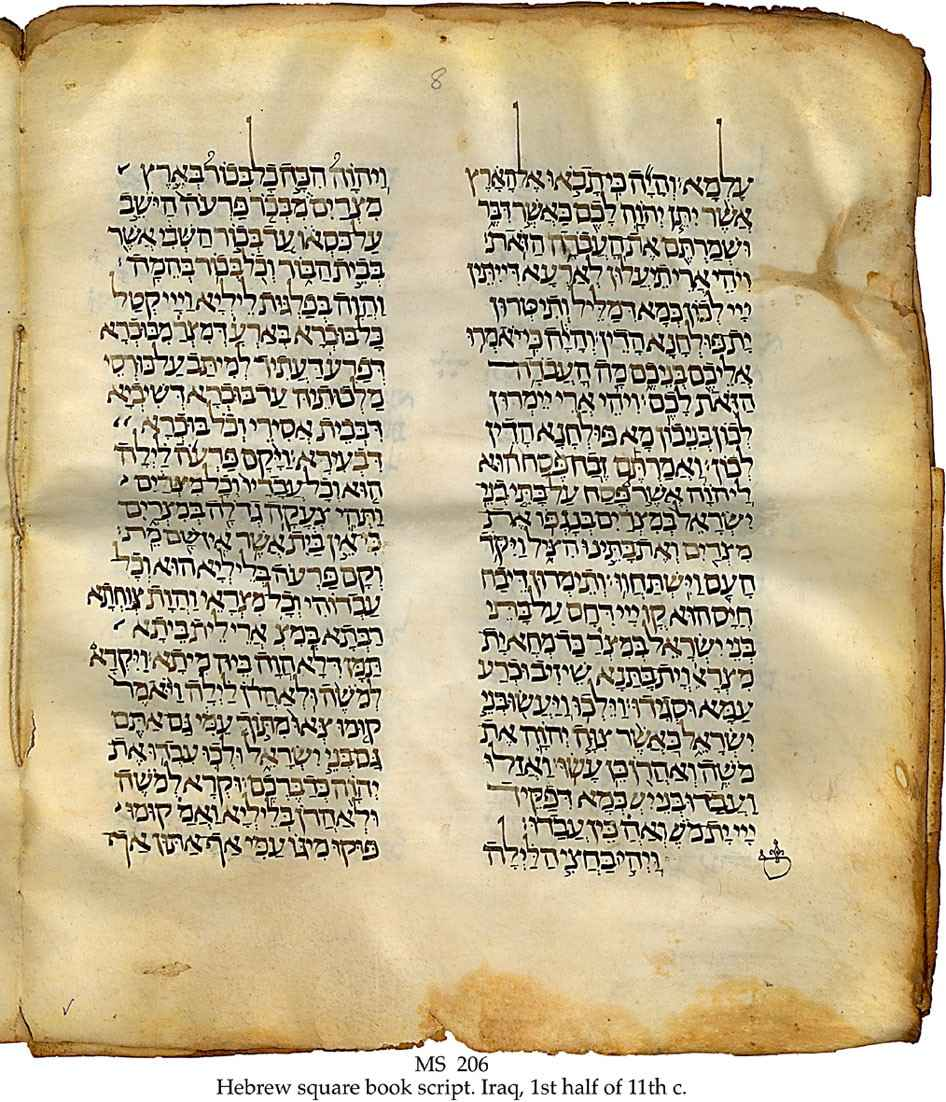
Kurdisztánban talált, talán tunéziai eredetű héber Biblia targummal, a Schøyen Gyűjtemény része.

A targum (héber תַּרְגּוּם, többes száma: targumim) a Tanakh (a Héber Biblia) arámi nyelvű (olykor akár bővebb magyarázatokkal is kiegészített) fordítása, amelyet a Második Templom időszaka és a kora középkor közt írtak vagy állítottak össze Palesztinában vagy Babilóniában.

## A targumok kialakulásának története
A babiloni fogság korától kezdődően a zsidóság nyelvhasználatában egyre nagyobb szerepet játszott az arámi. Amikor a kétnyelvű szituációban az arámi vált dominánssá, illetve egyes területeken lezajlott a nyelvcsere is, szükségessé vált a héber nyelvű bibliai szöveg arámi nyelvre történő fordítása.
A fordítások gyorsan elterjedhettek, s hamarosan elkezdődött írásbeli hagyományozásuk is. Erről tanúskodik a ma ismert legrégibb targum, a Jób Targum, amely az i. e. 2. sz. és az i. sz 1. sz. között keletkezett.
A Misnában (vö. mMegilla 4) már megjelenik a fordítás írásbeli szabályozása is – elöl állt a héber eredetit olvasó személy, mögötte a meturgeman, aki külön szabályok szerint fordította a bibliai szövegeket: a Tórát egy-egy vers, a prófétai szövegeket három-három vers után kellett átültetnie arámira. Mivel a fordítást „rögtönözni” kellett, a fordítónak fel kellett készülnie, amely gyakorlat nem zárta ki, hogy az arámi fordítást ezzel egyidejűleg leírják és írásban is továbbhagyományozzák. A leírt fordítás népszerűségének visszaszorítása érdekében, továbbá valószínűleg vallási okokból a zsinagógai gyakorlat elterjedésével párhuzamosan elkezdődött az arámi fordítások zsinagógai használatának korlátozása, majd betiltása is.
A zsidó hagyomány Ezsdrásig/Ezráig vezeti vissza a Héber Biblia arámi fordítását, Nehemiás könyve alapján (vö. Neh 8:8).
A targumok egymástól eltérnek, csoportosításuk különféle szempontok alapján történik: a bibliai könyvek Tanakh-beli elhelyezkedése szerint, a keletkezés helye szerint, valamint a kanonizáltság, azaz a hivatalos elismertség foka szerint.

## A szó eredete, jelentése
A targum szó a semi trgm igére vezethető vissza (vö. akkád targumanu = fordító; ragámum = hívni, igényelni), bár egyes vélekedések szerint ez a kifejezés a hettita nyelvből került át a sémi nyelvekbe.
Az igét eredetileg a kereskedelmi, diplomáciai és adminisztrációs életben használták, amelynek szerves részét képezte az idegen népekkel való érintkezés során a tolmács- és fordítói tevékenység, illetve az idegen nyelveken írt hivatalos dokumentumok célnyelvi átültetése.
A Második Templom-korabeli zsinagógákban a szó egy másik formája is megjelent: a meturgeman, amely annak a személynek volt a megnevezése, aki a héber bibliai szöveget arámira fordította.
A tirgem ige alapjelentésén, a ’fordítani’ jelentésen túl egy adott misnaszakasz vagy bibliai vers magyarázatára is utal, jóllehet a kifejezés a kora középkortól kezdődően szűkebb értelemben használatos: a targum-derivátum a Bibliának egy másik nyelvre, mégpedig szinte kizárólagosan az arámira történő fordítását fedi. A két jelentéskör természetes módon kapcsolódik össze a targum műfaji sajátosságában is, hiszen maga a targum is nem mindig csupán fordítás, hanem olykor ún. parafrázis is, vagyis olyan fordítás, amely magyarázó betoldásokat is tartalmaz. Ha ezeket a magyarázatokat, exegetikai kiegészítéseket alaposan szemügyre vesszük, a korabeli zsidó írásmagyarázatba nyerhetünk betekintést. Megjegyzendő – ahogy arra Bacher Vilmos rámutatott –, hogy amikor a ritkább mellékjelentésre: a magyarázatra, értelmezésre vonatkozik az ige, akkor az értelmező nyelv és az értelmezett szöveg eredeti nyelve megegyezik.

## Csoportosításuk

### I. Targumok a Tórához

#### 1. Targum Onkelosz
A zsidó hagyomány szerint az i. sz. 1-2. századi Palesztinában élt prozelita, Onkelosz készítette a fordítást. Sem a keletkezési ideje (i. sz. 1., 3., 5 század), sem a származási helye nem egyértelmű, de feltehetőleg Palesztinában született a mű, majd Babilóniában lett végleges formában megszerkesztve. Ezt a feltételezést támasztja alá az a nyelvi bizonyíték is, miszerint a palesztinai és a babilóniai középarámi (i. e. 3. sz. - i. sz. 3. sz.) dialektus elemei egyaránt felfedezhetők a nyelvezetében. Végső szerkesztésének helyén, Babilóniában emelték hivatalos, kanonizált rangra.
Szó szerinti fordítás, a Héber Biblia szoros átültetésére törekszik, ugyanakkor a költői részekben exegetikai betoldások is találhatók. A szövegben kimutatható fordítási elv miatt magyarázzák a feltételezett szerzői nevet Aquila eltorzított alakváltozatának, aki görög nyelvre fordította le szó szerint a Héber Bibliát az i. sz. 2. sz. folyamán.

#### 2. Palesztinai Targumok

##### 2a) Targum Jerusalmi I = Targum Pszeudo-Jonatán
Korábbi elnevezése: Targum Jonatán. A téves elnevezés egy középkori kézirat kolofonján található rövidítésnek tulajdonítható, amely a tav és a jod betűket tartalmazta. Ez a két betű a Targum Jerusalmi elnevezést volt hivatott jelölni, de – a mai ismereteink szerint – Menahem Recanati itáliai kabbalista rabbi helytelenül oldotta fel, így történhetett, hogy a Targum Jerusalmi helyett a 14. sz.-tól Targum Jonatán név került be a köztudatba, s egészen a 19. sz-ig benn is maradt, így is hivatkoztak rá.
Teljes Tóra-targum, körülbelül 12 vers hiányzik belőle. Sok magyarázatot tartalmaz, a parafrazeáló, aggádikus targumok közt tartjuk számon. A Tóra eredeti hosszánál mintegy kétszer hosszabb. Találhatók benne korai rétegek, megszerkesztése ugyanakkor kései: egyes vélekedések szerint az i. sz. I. évezred végén történt, a szerkesztési szakaszt tehát hosszú szóbeli és írásbeli hagyományozás előzte meg.

##### 2b) Targum Jerusalmi II, III = Fragmentum Targum(ok) / Töredékes Targum
Nem teljes Tóra-targum, csak töredékes formában maradt fenn. Nem egyértelmű, hogy mi okból született ez a gyűjtemény, lehetséges, hogy az ún. Palesztinai Targum glosszáit szerették volna a szerzők, szerkesztők egyetlen dokumentumba összeállítani.
P. S. Alexander szerint akkor keletkezett, amikor a Targum Onkelosz kezdett minden egyéb targum-verziót kiszorítani nyugaton. Mivel a Targum Onkelosz lényegében szó szerint követi a Héber Bibliát, szükségessé vált, hogy a Palesztinai Targum aggádikus anyaga is fennmaradjon - önálló gyűjteményes formában.

##### 2c) Targumok a kairói genizából
A 19. sz.-i feltárás során a Ben Ezra Zsinagóga genizájából több töredékes kézirat is előkerült a Tóra-targumból. Ezidáig a Genesis-targumból, az Exodus-targumból és az eredetileg feltehetőleg teljes Deuteronomium-targumból származó töredékeket publikálták.
A kairói genizából feltárt targumok részben szó szerinti fordítási elv alapján készültek, részben azonban aggádikus anyagot is tartalmaznak. Nyelvezetük palesztinai arámi; a kéziratok keletkezési idejét az i. sz. 8-14. sz.-ra tehetjük.

##### 2d) Vatikán Neofiti 1.
A kéziratot a Vatikáni Könyvtárban Alejandro Díez Macho spanyol szerzetes azonosította a 20. sz. közepén. A Vatikáni Könyvtárba a Collegium Ecclesiasticum Adolescentium Neophytorum vagy más néven Pia Domus Neophytorum nevű intézményből került át, 1886-ban. A kézirat elnevezésében annak az intézménynek a nevét láthatjuk tehát, amely a kézirat lelőhelyéül szolgált a 16. sz.-tól a 19. sz.-végig. A kódex ugyanis a kolofon tanúsága szerint 1504-ben keletkezett. Díez Macho tudományos felfedezése előtt a kéziratot a Targum Onkelosz egy változatának hitték, és így is hivatkoztak rá.  
A kézirat szövege három kéztől származik. Majdnem teljes Tóra-targum, kb. 30 vers hiányzik belőle, és további mintegy 150 versben található valamiféle meghibásodás-hiányosság, illetve cenzori kivágás. A margón és a sorok között ugyanakkor számos glossza helyezkedik el. Ezek egy része helyesírási hibák javítása, más része varia lectio, amelyekből kiderül, hogy az adott szövegrészt összevetették más szövegekkel is. Ennek megfelelően a szöveg jóval terjedelmesebb, mint az alapjául szolgáló forrásszöveg: a Tóra.
Az interlineáris glosszák nagyrészt megfelelnek a Targum Onkelosz aktuális szöveghelyeinek, míg a marginális glosszák a Fragmentum Targumok, a genizatöredékek, illetve a Targum Pszeudo-Jonatán vonatkozó szöveghelyeivel mutatnak egyezést. Bizonyos részek viszont egyetlen targum párhuzamos szöveghelyén sem találhatók meg.
A Vatikán Neofiti 1. keletkezési idejére vonatkozóan több elképzelés is napvilágot látott: maga Díez Macho az i. sz. 1. sz.-ra datálja, mások néhány évszázaddal későbbre teszik.

##### 2e) Szamaritánus Targum
Szamaritánus Targum alatt a szamaritánusok által készített arámi Tóra-fordításokat értjük, jóllehet a szamaritánusok nemcsak arámi, hanem arab és görög fordítást is készítettek a saját Tóra-változatukhoz.
A Szamaritánus Targum fennmaradt töredékes 8 kézirata egymással „problematikus” viszonyban áll, többek közt azért, mert különböző korok termékei. Az általunk ismert legrégebbi kéziratot a 12. sz.-ban másolták. A kéziratok szövegeinek fordítási elve ugyanakkor szinte kizárólagosan a szó szerintiség, amely a Targum Onkelosz hatására utal.
Sajátos arámi dialektust tükröznek a kéziratok, amelyet palesztinai szamaritánus aráminak nevezünk.

### II. Targumok a Prófétákhoz (Neviimhez)

#### Targum Jonatán
A Tanakh második egységének: a Prófétáknak (héberül: Neviim) az arámi fordítása a Targum Jonatánnevet viseli, melyet a zsidó hagyomány által feltételezett szerzőjéről, Jonatán ben Uzziélről kapott, aki az idősebb Hillél tanítványa volt.
Szó szerinti fordításnak tekintjük, noha lényegesen több parafrázist tartalmaz, mint a Targum Onkelosz. A parafrazeáló jelleget ugyanakkor műfaji sajátossággal magyarázhatjuk: a fordítás alapjául szolgáló prófétai szövegekben jóval több a poétikus rész, mint a Tórában.
Ugyanaz a kevert, palesztinai és babilóniai dialektus mutatható ki a nyelvezetében, mint a Targum Onkeloszéban.Palesztinában keletkezett, de Babilóniában ment keresztül redakción. Az i. sz. 1-2. sz.-ra és 4. sz.-ra egyaránt datálják a keletkezését.  
A zsidó hagyomány a Targum Jonatánt a Targum Onkeloszhoz hasonlóan hivatalosan elismert, kanonizált targumnak tekinti.

### III. Targumok az Írásokhoz (Ketuvimhez)
A Tanakh harmadik csoportjához: az Írásokhoz (héberül: Ketuvim) készült targumok nem számítanak hivatalosan elismertnek, azaz nem emelkedtek a kanonizált targumok szintjére. Többségükben kései keletkezésűek, és folyamatosan át is dolgozták, egyre több betoldással egészítették ki a szövegüket. Ennek köszönhetően bizonyos könyvek, pl. a Rúth Targum is, a ma ismert formájában kétszer olyan hosszú, mint a fordítás forrásszövege: az eredeti bibliai könyv.
Az Írásokhoz írt targumok eltérnek egymástól irodalmi stílusban, filológiai jellemzőikben, exegetikai módszereikben és az alkalmazott fordítási technikákban egyaránt. Az eltérések olyan mértékűek, hogy pl. Eszter könyvének egyenesen két targuma van, melyről a zsidó hagyomány úgy tartja, hogy két különböző, önálló verzió.
Az Írásokhoz írott targumokat textuális szempontból két nagy csoportba szokás osztani: a Tekercsek (Megillót) könyveire, azaz a Jeremiás siralmaihoz, az Énekek énekéhez, a Rúth könyvéhez, a Prédikátorhoz és az Eszter könyvéhez írott targumokra, míg a Ketuvim többi darabja alkotja a másik csoportot, ide tartozik pl. a Jób Targum is, amely a rendelkezésünkre álló legrégibb írott targum.
Ezsdrás, Nehemiás és Dániel könyveihez nem maradtak fenn targumok, feltehetőleg azért, mert ezek a bibliai könyvek eredetileg is részben arámi nyelven íródtak.

## Külső hivatkozások
- Egeresi László Sándor, „Targum, Targumim”, in Theologiai Szemle 43 (2000/3), pp. 132-140. Archiválva 2016. március 7-i dátummal a Wayback Machine-ben

## Továbbvezető irodalom
Aberbach, M. - Grossfeld, B., eds. Targum Onkelos to Genesis. A Critical Analysis Together With An English Translation of the Text (Based on A. Sperber's Edition) (New York - Denver: Ktav Publishing House - Center for Judaic Studies, University of Denver, 1982)
Bacher Vilmos, Die exegetische Terminologie der jüdischen Traditionsliteratur (Lipcse: J. C. Hinrichs, 1905)
Bacher Vilmos, „Targum”, in JewishEncyclopedia.com: http://www.jewishencyclopedia.com/articles/14248-targum
Bowker, J., The Targums and Rabbinic Literature. An Introduction to Jewish Interpretations of Scripture (Cambridge: Cambridge University Press, 1969)
Clarke, E. G., et al., Targum Pseudo-Jonathan of the Pentateuch: Text and Concordance (New Jersey: Ktav Publishing House, 1984)
Díez Macho, A., Neophyti I: Targum Palestinense ms. De la Biblioteca Vaticana, I. Textos y Estudios „Cardenal Cisneros” de Instituto „Arias Montano” (Madrid - Barcelona: C.S.I.C., 1968-78)
Golomb, David M., A Grammar of Targum Neofiti (Harvard Semitic Monographs, 34; Chico, CA: Scholars Press, 1985)
Grelot, Pierre, Transl., Ed., What are the Targums? Selected Texts (Old Testament Studies, 7; Collegeville: The Liturgical Press, 1992), pp. 9–15.
The Editors of Encyclopaedia Britannica, „Targum”, in Britannica.com: https://www.britannica.com/topic/Targum
Levine, E., The Aramaic Versions of the Bible. Contents and Context (Beiheft zur Zeitschrift für die alttestamentliche Wissenschaft, 174; Berlin - New York: Walter de Gruyter, 1988)
McNamara, M., The New Testament and the Palestinian Targum to the Old Testament (Rome: Pontifical Biblical Institute, 1966)
McNamara, M., „Interpretation of Scripture in the Targumim”, in:  Hauser, A. J. – Watson, D. F., A History of Biblical Interpretation, I: The Ancient Period (Grand Rapid, Michigan – Cambridge: William B. Eerdmans Publishing Company, 2003), pp. 167–197.
Rabin, Ch., „Hittite Words in Hebrew”, in Or 32 (1963), pp. 134–136.
Sperber, A., The Bible in Aramaic Based on Old Manuscripts and Printed Texts I-IV (Leiden: E.J. Brill, 1959-1973)
Vermes G., in: E. Schrürer, The History of the Jewish People in the Age of Jesus Christ (Edinburgh: T. T. Clark Ltd., 1993), vol. I., p. 100 / n.1.

Grossfeld, B. - Sperling, S. David, „Bible. Translations. Ancient Versions, Aramaic: the Targumim”, in: Skolnik, F. - Berenbaum, M., Eds., Encyclopaedia Judaica, 2nd. ed., vol. 3., pp. 588–595.